# Adilly
Adilly é uma comuna francesa na região administrativa da Nova Aquitânia, no departamento de Deux-Sèvres. Estende-se por uma área de 12,92 km². Em 2010 a comuna tinha 311 habitantes (densidade: 24,1 hab./km²).